# Oratinsaari
Oratinsaari är en ö i Finland. Den ligger i sjön Päijänne och i kommunen Sysmä i den ekonomiska regionen  Lahtis ekonomiska region  och landskapet Päijänne-Tavastland, i den södra delen av landet, 140 km norr om huvudstaden Helsingfors. Öns area är 0,5 hektar och dess största längd är 100 meter i öst-västlig riktning.